# 田野瀬良太郎
田野瀬 良太郎（たのせ りょうたろう、1943年〈昭和18年〉10月31日 - ）は、日本の政治家。
財務副大臣（第2次小泉改造内閣・第3次小泉内閣）、自治政務次官（小渕内閣・小渕第1次改造内閣）、衆議院財務金融委員長、衆議院議員（6期）、奈良県議会議員（2期）、五條市議会議員（2期）、自由民主党総務会長（第48代）、自由民主党幹事長代行（初代）などを歴任。次男は衆議院議員の田野瀬太道。

## 来歴
奈良県五條市出身。名古屋工業大学工学部工業化学科卒業。1973年、五條市議会議員選挙に立候補し、初当選。五條市議を2期務めた後、奈良県議会議員選挙に立候補し、当選。県議も2期務める。
1981年、社会福祉法人愛誠会なかよし保育園を開園。1986年には学校法人西大和学園（大和大学、西大和学園高等学校、西大和学園中学校）を設立し、初代理事長に就任した。2人の息子も同校の卒業生。
1990年、第39回衆議院議員総選挙に無所属で奈良県全県区から立候補するが落選。
1993年、第40回衆議院議員総選挙に自由民主党公認で奈良県全県区から立候補し、初当選。1996年の第41回衆議院議員総選挙では、小選挙区比例代表並立制導入に伴い奈良4区から立候補。奈良4区では新進党の前田武志に敗れるが、重複立候補していた比例近畿ブロックで復活し、再選。1998年7月の小渕内閣では自治政務次官に就任した。
2000年の第42回衆議院議員総選挙では奈良4区で前田を破り、3選。以後、2009年の第45回衆議院議員総選挙まで奈良4区で連続当選している。2004年、財務副大臣（予算、国有財産、政策金融の担当）に就任。
2007年12月、日朝国交正常化を目指す議員連盟「自由民主党朝鮮半島問題小委員会」の設立に携わり、同会の幹事に就任した。
2009年8月の第45回衆議院議員総選挙では奈良4区で民主党公認の大西孝典を1,835票差で奈良4区で6選（大西も比例復活）。総選挙後、自由民主党総務会長に就任。閣僚経験のない総務会長は1991年に就任した佐藤孝行以来、16年ぶり。
2010年10月、党幹事長代理に就任。2011年10月には、新設された党幹事長代行に就任した。2012年9月、党幹事長代行を退任。
同年10月12日、次期衆院選に立候補せず引退することを表明し、地盤は次男である田野瀬太道が継いだ。
2014年（平成26年）4月、大和大学を開学し、初代学長に就任。
2017年（平成29年）4月29日付の春の叙勲で、旭日重光章を受章。

## 政策・主張
- 民主党政権の選択的夫婦別姓制度導入について、「選択的夫婦別姓制度の法制化反対に関する請願」などを提出するなど反対していた[5]が、2001年時点では、党三役へ申し入れを行うなど同法案に賛同していた[6]。
- たばこ税の増税に反対しており、2010年の財務金融委員会で提出された「公平性を欠くたばこ税増税反対に関する請願」の紹介議員に名を連ねている[7]。

## 政治資金問題等

### 秘書給与流用疑惑
2002年11月13日に、元政策秘書が在任中の1997年に、約150万円を田野瀬の資金管理団体に寄付していたと報道される。元秘書は、1996年9月から1997年9月に200万〜300万円を寄付したと説明。2002年11月15日には自民党が「問題なし」とする調査結果を発表。同年には作家の灰谷健次郎により政治資金規正法違反（虚偽記載）と詐欺容疑で告発されたものの、2003年9月30日、東京地検特捜部は秘書に勤務実態があり詐欺罪にあたらないとして不起訴処分とした。

### 道路関係団体との関係
道路特定財源を資金源とする道路運送経営研究会（道路特定財源の一般財源化に反対している）から献金を受けていた。

## 所属していた団体・議員連盟
- 日朝国交正常化推進議員連盟（幹事）
- 自由民主党朝鮮半島問題小委員会（幹事）
- 日韓議員連盟
- TPP交渉における国益を守り抜く会

## 親族
- 長男は第2代学校法人西大和学園理事長・田野瀬太樹。次男は衆議院議員・田野瀬太道。

## 著書
- 『田舎に帰った青年が三バン（地盤・看板・鞄）もなく国会議員になった話』 ISBN 978-4074255443 主婦の友社  2017年